# Vinorodni podokoliš Srednje Slovenske gorice
Vinorodni podokoliš Srednje Slovenske gorice (735 ha) je eden od šestih vinorodnih podokolišev 6113 hektarjev obsegajočega slovenskega okoliša Štajerska Slovenija, vinorodne dežele Podravje (6641 ha). To območje je v smislu podnebja prehodno med mariborskim vinorodnim podokolišem in nižino ob reki Dravi. Pretežno hribovito območje je za vinogradništvo najbolj primerno le na svojem jugovzhodnem delu. Vinarska središča so v krajih Lenart, Vurberk, Mestni Vrh (pri Ptuju) idr. 
V Slovenskih goricah v večji meri pridelujejo bela vina: beli pinot, chardonnay, rumeni muškat, sauvignon,traminec, od rdečih pa večinoma le še modri pinot. Popularnost starejših sort (žametna črnina, modra portugalka) je v zadnjem času upadla.